# 克雷萨
克雷萨（義大利語：Cressa），是意大利诺瓦拉省的一个市镇。总面积7平方公里，人口1524人，人口密度217.7人/平方公里（2009年）。ISTAT代码为003055。